# لكمة العرين (حالمين)

تعديل مصدري - تعديل

لكمة العرين هي إحدى قرى عزلة حبيل الريدة بمديرية حالمين التابعة لمحافظة لحج، بلغ تعداد سكانها 74 نسمة حسب تعداد اليمن لعام 2004.